# Krööt Juurak
Krööt Juurak (Tallinn, Estònia, 1981, és una videoartista estona. Va estudiar a l'Institute of Art and Dance de Arnhem i a l'Arts Academy of Gerrit Rietveld d'Amsterdam. Des del 1999, presenta les seves performances i vídeos ("Camouflage" i "Green House", en col·laboració amb Merle Saarva, "Artistic Approach" i "Admit that") i actua en diferents festivals internacionals de dansa a Estònia, Alemanya, Suïssa, Bèlgica... El 2004 participa en el projecte d'investigació "Funktionen", iniciat per Thomas Lehmen a Kuusiku, Sofia i Berlín. Actualment, viu i treballa entre Tallinn i Viena, i col·labora amb diversos artistes, com Milli Bitterli, Raido Mägi, Anne Juren, Mart Kangro i Merle Saarva. A l'octubre del 2006 presentà el seu nou treball individual "Once-upon" a Tallinn, Kanuti Gildi SAAL.